# Joseph Kane
Jasper Joseph Inman Kane (San Diego, 19 marzo 1894 – Santa Monica, 25 agosto 1975) è stato un regista, montatore e produttore cinematografico statunitense.
Ha firmato la regia di oltre 120 titoli tra film e produzioni televisive dal 1934 al 1975. È stato accreditato anche con i nomi Joe Kane e Joseph Inman Kane. Viene ricordato sopra tutto per le sue opere di genere western e per aver collaborato molte volte con Roy Rogers.

## Biografia
Joseph Kane nacque a San Diego il 19 marzo 1894.
Firmò il suo primo montaggio con The Blind Trail del 1926. Debuttò per la televisione con l'episodio War Party della serie televisiva Cheyenne, andato in onda il 12 febbraio 1957.
Diresse il suo ultimo film, Smoke in the Wind, nel 1975 mentre il suo ultimo episodio di una serie televisiva fu War Cloud della serie Iron Horse, andato in onda il 31 ottobre 1966.
Morì a Santa Monica il 25 agosto 1975.

## Filmografia

### Regista
- Il mistero del ranch (In Old Santa Fe) (1934)
- Tumbling Tumbleweeds (1935)
- Melody Trail (1935)
- The Sagebrush Troubadour (1935)
- The Fighting Marines (1935)
- Darkest Africa (1936)
- La banda dei razziatori (The Lawless Nineties) (1936)
- Il re del Pecos (King of the Pecos) (1936)
- Il sentiero solitario (The Lonely Trail) (1936)
- Undersea Kingdom (1936)
- Guns and Guitars (1936)
- Oh, Susanna! (1936)
- Ride, Ranger, Ride (1936)
- Ghost-Town Gold (1936)
- The Big Show (1936)
- The Old Corral (1936)
- Paradise Express (1937)
- Round-Up Time in Texas (1937)
- Git Along Little Dogies (1937)
- Gunsmoke Ranch (1937)
- Come on, Cowboys (1937)
- Yodelin' Kid from Pine Ridge (1937)
- Public Cowboy No. 1 (1937)
- Heart of the Rockies (1937)
- Boots and Saddles (1937)
- Springtime in the Rockies (1937)
- The Old Barn Dance (1938)
- Born to Be Wild (1938)
- Arson Gang Busters (1938)
- Under Western Stars (1938)
- Gold Mine in the Sky (1938)
- Man from Music Mountain (1938)
- Billy the Kid Returns (1938)
- Come On, Rangers (1938)
- Shine On, Harvest Moon (1938)
- Rough Riders' Round-up (1939)
- Southward Ho (1939)
- Frontier Pony Express (1939)
- In Old Caliente (1939)
- Wall Street Cowboy (1939)
- In Old Monterey (1939)
- The Arizona Kid (1939)
- Saga of Death Valley (1939)
- Days of Jesse James (1939)
- Young Buffalo Bill (1940)
- The Carson City Kid (1940)
- The Ranger and the Lady (1940)
- Colorado (1940)
- Young Bill Hickok (1940)
- The Border Legion (1940)
- Robin Hood of the Pecos (1941)
- The Great Train Robbery (1941)
- In Old Cheyenne (1941)
- Sheriff of Tombstone (1941)
- Nevada City (1941)
- Rags to Riches (1941)
- Bad Man of Deadwood (1941)
- Jesse James at Bay (1941)
- Red River Valley (1941)
- Man from Cheyenne (1942)
- South of Santa Fe (1942)
- Sunset on the Desert (1942)
- Romance on the Range (1942)
- Sons of the Pioneers (1942)
- Sunset Serenade (1942)
- Heart of the Golden West (1942)
- Ridin' Down the Canyon (1942)
- Idaho (1943)
- King of the Cowboys (1943)
- Song of Texas (1943)
- Silver Spurs (1943)
- Man from Music Mountain (1943)
- Hands Across the Border (1944)
- Cowboy and the Senorita (1944)
- The Yellow Rose of Texas (1944)
- Song of Nevada (1944)
- Fiamme a San Francisco (Flame of Barbary Coast) (1945)
- Il naufrago (The Cheaters) (1945)
- Il cavaliere audace (Dakota) (1945)
- In Old Sacramento (1946)
- Plainsman and the Lady (1946)
- La saga dei pionieri (Wyoming) (1947)
- Donne e avventurieri (Old Los Angeles) (1948)
- L'eroica legione (The Gallant Legion) (1948)
- I rapinatori (The Plunderers) (1948)
- The Last Bandit (1949)
- Il grande agguato (Brimstone) (1949)
- Frecce avvelenate (Rock Island Trail) (1950)
- L'orda selvaggia (The Savage Horde) (1950)
- Il sentiero degli Apaches (California Passage) (1950)
- I lancieri del Dakota (Oh! Susanna) (1951)
- La legge del mare (Fighting Coast Guard) (1951)
- I pirati di Barracuda (The Sea Hornet) (1951)
- L'impero dei gangster (Hoodlum Empire) (1952)
- Minnesota (Woman of the North Country) (1952)
- La valle dei bruti (Ride the Man Down) (1952)
- I pascoli d'oro (San Antone) (1953)
- Il ribelle di Giava (Fair Wind to Java) (1953)
- Il mare dei vascelli perduti (Sea of Lost Ships) (1953)
- La grande carovana (Jubilee Trail) (1954)
- L'avamposto dell'inferno (Hell's Outpost) (1954)
- Timberjack (1955)
- Sangue di Caino (The Road to Denver) (1955)
- Sakiss, vendetta indiana (The Vanishing American) (1955)
- Il mio amante è un bandito (The Maverick Queen) (1956)
- Duello al Passo Indio (Thunder Over Arizona) (1956)
- I gangster non perdonano (Accused of Murder) (1956)
- Avventure in elicottero (Whirlybirds) – serie TV (1957)
- 26 Men – serie TV (1957)
- Combattimento ai pozzi apache (Duel at Apache Wells) (1957)
- Cheyenne – serie TV, 3 episodi (1957)
- Fiamme sulla grande foresta (Spoilers of the Forest) (1957)
- La scure di guerra del capo Sioux (The Lawless Eighties) (1957)
- La maschera nera di Cedar Pass (The Last Stagecoach West) (1957)
- Il quadrato della violenza (The Crooked Circle) (1957)
- Duello a Rio Bravo (Gunfire at Indian Gap) (1957)
- The Notorious Mr. Monks (1958)
- Man Without a Gun – serie TV, un episodio (1958)
- Broken Arrow – serie TV, 2 episodi (1958)
- The Man Who Died Twice (1958)
- Bonanza – serie TV, 3 episodi (1959)
- Laramie – serie TV, 29 episodi (1960-1963)
- Gli uomini della prateria (Rawhide) – serie TV, 6 episodi (1960)
- Country Boy (1966)
- Iron Horse – serie TV, un episodio (1966)
- The Search for the Evil One (1967)
- Track of Thunder (1967)
- Smoke in the Wind (1975)

### Montatore
- The Blind Trail (1926)
- The Boss of Rustler's Roost (1928)
- The Bronc Stomper (1928)
- The Black Ace, regia di Leo D. Maloney (1928)
- Yellow Contraband (1928)
- 45 Calibre War (1929)
- The Black Book (1929)
- Half Pint Polly (1930)
- Il benemerito spiantato (Night Work), regia di Russell Mack (1930)
- Carnival Revue (1930)
- La stella della Taverna Nera (Her Man), regia di Tay Garnett (1930)
- L'ultimo poker (Big Money), regia di Russell Mack (1930)
- Lonely Wives (1931)
- Onore di fantino (Sweepstakes), regia di Albert Rogell (1931)
- Il grande giuoco (The Big Gamble), regia di Fred Niblo (1931)
- L'agguato dei sottomarini (Suicide Fleet) (1931)
- Prestigio di razza (Prestige) (1932)
- Young Bride, regia di William Seiter (1932)
- Strictly Personal (1933)
- Risveglio di un popolo (Song of the Eagle) (1933)
- I Love That Man (1933)
- Sfidando la vita (Laughing at Life) (1933)
- No More Women, regia di Albert S. Rogell (1934)
- Piccoli uomini (Little Men), regia di Phil Rosen (1934)
- McFadden's Flats, regia di Ralph Murphy (1935)
- La donna dello scandalo (The Headline Woman) (1935)

### Produttore
- Rough Riders' Round-up (1939)
- Southward Ho (1939)
- Frontier Pony Express (1939)
- In Old Caliente (1939)
- Wall Street Cowboy (1939)
- The Arizona Kid (1939)
- Saga of Death Valley (1939)
- Days of Jesse James (1939)
- Young Buffalo Bill (1940)
- The Carson City Kid (1940)
- The Ranger and the Lady (1940)
- Colorado (1940)
- Young Bill Hickok (1940)
- The Border Legion (1940)
- Robin Hood of the Pecos (1941)
- The Great Train Robbery (1941)
- In Old Cheyenne (1941)
- Sheriff of Tombstone (1941)
- Nevada City (1941)
- Rags to Riches (1941)
- Bad Man of Deadwood (1941)
- Jesse James at Bay (1941)
- Red River Valley (1941)
- Man from Cheyenne (1942)
- South of Santa Fe (1942)
- Sunset on the Desert (1942)
- Romance on the Range (1942)
- Sons of the Pioneers (1942)
- Sunset Serenade (1942)
- Heart of the Golden West (1942)
- Idaho (1943)
- Fiamme a San Francisco (Flame of Barbary Coast) (1945)
- The Cheaters (1945)
- Il cavaliere audace (Dakota) (1945)
- In Old Sacramento (1946)
- Plainsman and the Lady (1946)
- La saga dei pionieri (Wyoming) (1947)
- Donne e avventurieri (Old Los Angeles) (1948)
- L'eroica legione (The Gallant Legion) (1948)
- I rapinatori (The Plunderers) (1948)
- The Last Bandit (1949)
- Il grande agguato (Brimstone) (1949)
- L'orda selvaggia (The Savage Horde) (1950)
- Il sentiero degli Apaches (California Passage) (1950)
- I lancieri del Dakota (Oh! Susanna) (1951)
- La legge del mare (Fighting Coast Guard) (1951)
- I pirati di Barracuda (The Sea Hornet) (1951)
- L'impero dei gangster (Hoodlum Empire) (1952])
- Minnesota (Woman of the North Country) (1952)
- La valle dei bruti (Ride the Man Down) (1952)
- I pascoli d'oro (San Antone) (1953)
- Il ribelle di Giava (Fair Wind to Java) (1953)
- Il mare dei vascelli perduti (Sea of Lost Ships) (1953)
- La grande carovana (Jubilee Trail) (1954)
- L'avamposto dell'inferno (Hell's Outpost) (1954)
- Timberjack (1955)
- Sangue di Caino (The Road to Denver) (1955)
- Il mio amante è un bandito (The Maverick Queen) (1956)
- Duello al Passo Indio (Thunder Over Arizona) (1956)
- I gangster non perdonano (Accused of Murder) (1956)
- Combattimento ai pozzi apache (Duel at Apache Wells) (1957)

### Sceneggiatore
- Riding for Life (1926)
- The Cherokee Kid (1927)
- The Pride of Pawnee (1929)
- Overland Bound (1929)
- The Carson City Kid (1940)
- In Old Sacramento (1946)

### Attore
- The Blind Trail (1926)
- What a Day! (1929)
- Country Boy (1966)